# NWA Brass Knuckles Championship (Mid-Atlantic version)
L'NWA Brass Knuckles Championship è stato un titolo promosso federazione Jim Crockett Promotions, facente parte del territorio della National Wrestling Alliance.
Il titolo fu attivo dal 1978, anno in cui iniziò ad essere promosso, fino al 1986, quando fu ritirato in seguito allo scarso uso.

## Storia
Il termine brass knuckles (letteralmente: tirapugni di ottone) rappresenta la natura di questo titolo: gli incontri titolati vedevano inizialmente la possibilità per i lottatori di utilizzare dei tirapugni, anche se questa regola fu sostituita in seguito da un più generico incontro senza squalifiche. All'interno dei territori NWA furono promossi, nel corso degli anni, un totale di otto titoli con questo nome.
La Jim Crockett Promotions iniziò a promuovere una sua versione nel titolo nel 1978, ma non ottenne mai una vasta popolarità e fu più volte abbandonato nel corso degli anni, fino ad essere disattivato definitivamente nel 1986.

## Albo d'oro
| #                                 | Campione        | Regno | Data             | Giorni | Località                      | Evento     | Note                                                             | Fonti |
| --------------------------------- | --------------- | ----- | ---------------- | ------ | ----------------------------- | ---------- | ---------------------------------------------------------------- | ----- |
| 1                                 | Ciclon Negro    | 1     | luglio 1978      | --     | --                            | House show | Il titolo fu assegnato a Ciclon Negro d'ufficio.                 |       |
| Storia del titolo non documentata |                 |       |                  |        |                               |            |                                                                  |       |
| 2                                 | Bobby Duncum    | 1     | 1980             | --     | --                            | House show |                                                                  |       |
| Storia del titolo non documentata |                 |       |                  |        |                               |            |                                                                  |       |
| 3                                 | Black Bart      | 1     | 1984             | --     | --                            | House show | Black Bart fu insignito del titolo quando arrivò nel territorio. |       |
| 4                                 | Manny Fernandez | 1     | 22 novembre 1984 | 55     | Greensboro, Carolina del Nord | Starrcade  |                                                                  |       |
| 5                                 | Black Bart      | 2     | 16 gennaio 1985  | 366    | Raleigh, Carolina del Nord    | House show |                                                                  |       |
| 6                                 | Ron Bass        | 1     | 17 gennaio 1986  | 343    | Richmond, Virginia            | House show |                                                                  |       |
| —                                 | Disattivato     | —     | 26 dicembre 1986 | —      | —                             | —          | Il titolo fu disattivato a causa del suo scarso utilizzo.        |       |